# Матей Факрасис
Матей Факрасис (на гръцки: Ματθαίος Φακρασής) е православен духовник, серски митрополит на Цариградската патриаршия от края на XIV век.

## Биография
Матей е избран за серски митрополит с редовни гласове на Синода през последните години от второто управление на патриарх Филотей I Кокин (1364-1376) и е интронизиран за първосвещеник на Сяр. В 1383 година митрополит Матей ръководи отбраната на града, обсаден от османските турци. След падането на града на 19 септември 1383 година митролопит Матей е заловен от турците. Отведен е на пазар за роби в Анадола и е продаден за повече от 125 аспри. В продължение на четири години (1383-1387) той претърпява много трудности, страдания и унижения. Бил е затворен, окован, преживял е много трудности, трудности и мъчения. Поддържа кореспонденция с архиепископ Исидор Солунски, който го утешава. Матей се скита и проси пари от християните, за да се откупи. Патриарх Нил I Константинополски (1380-1388), след синодален преглед (диагноза), през май 1387 година го оправдава и го възстановява на престола в Сяр.
Матей не заминава направо за Сяр, а през май 1388 година остава в Константинопол като член на Синода. По време на отсъствието му от 1383 до май 1388 година митрополията е управлявана от Матей Зъхненски. Матей напуска престола в 1392 или 1394 година.